# Давид Солунский
Дави́д Солу́нский (V век — ок. 540, Салоники) — греческий святой, почитаемый в лике преподобных. Память в Православной церкви совершается 26 июня по юлианскому календарю, в Католической церкви 26 июня по григорианскому календарю.
Давид принял постриг в монастыре святых мучеников Феодора и Меркурия. Во второй половине V века он пришёл в город Салоники, где поселился в шалаше под миндалевым деревом. Давид провёл в своём шалаше около 70 лет, предаваясь аскетическим упражнениям. Димитрий Ростовский в житии Давида сообщает, что он безболезненно мог брать в руки горящие угли:

Однажды он взял в руки разженный уголь и, возложив на него фимиам, предстал перед царем и кадил на него, при чём руки его нисколько не пострадали от огня, Увидев это, царь удивился и поклонился угоднику Божию в ноги.
— Димитрий Ростовский. Жития святых (26 июня)
Почитался местными жителями как чудотворец. Скончался около 540 года.
Мощи Давида Солунского хранятся Салониках в монастыре святой Феодоры. В городе ему посвящён кафоликон монастыря Латому. Частица мощей преподобного Давида была передана митрополитом Солунским Пантелеимоном в дар Вознесенской Давидовой пустыни.